# Radagaisus

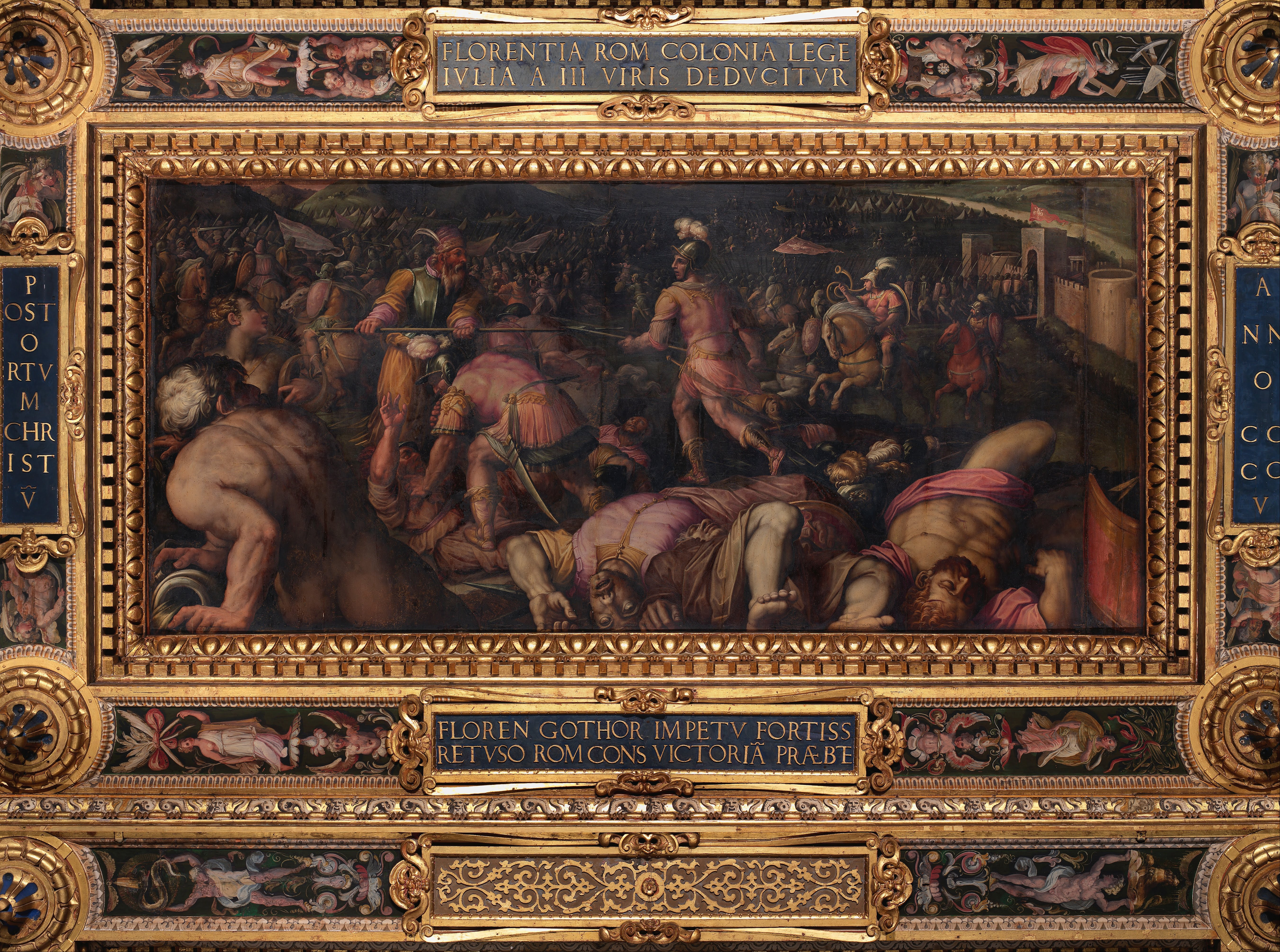
Tranh của Giorgio Vasari miêu tả kết cuộc của Radagaisus, Defeat of Radagasio below Fiesole, 1563-1565

Radagaisus (? – 23 tháng 8, 406) là một vị vua người Goth đã tiến hành cuộc xâm lăng lãnh thổ Ý của La Mã vào cuối năm 405 và nửa đầu năm 406. Bản thân là một người ngoại giáo, Radagaisus rõ ràng đã lên kế hoạch giết đám Nguyên lão nghị viên của Đế quốc La Mã Thiên Chúa giáo để làm lễ cúng tế các vị thần, và phóng hỏa Roma thành tro bụi. Radagaisus bị xử tử ngay lập tức sau khi danh tướng bán man tộc Vandal là Stilicho đánh tan quân của ông tại Faesulae. Khoảng 12.000 chiến binh cao cấp dưới trướng Radagaisus đều chuyển sang tăng cường cho quân đội La Mã và số còn lại chẳng mấy chốc tan hàng rã đám, trong khi rất nhiều người khác bị bán làm nô lệ đã khiến thị trường nô lệ mau chóng sụp đổ. Số lính Goth này về sau đã gia nhập hàng ngũ đại quân của Alaric I trong lần cướp phá thành Roma vào năm 410.

## Cuộc xâm lược Đế quốc Tây La Mã
Lực lượng của Radagaisus có thể bao gồm khoảng 20.000 quân. Nhiều chiến binh man tộc đi cùng với gia đình của họ và những người không có khả năng chiến đấu khác, có nghĩa là tổng số lượng quân của nhóm Radagaisus có thể lên tới gần 100.000 người.
Radagaisus, mà sự nghiệp và gốc gác sau cùng khá là mơ hồ, đang tìm cách thoát khỏi sức ép của người Hung, đã kéo quân xâm chiếm nước Ý mà không cần vượt qua bán đảo Balkan, điều đó cho thấy cuộc xâm lăng của ông bắt đầu ở đâu đó trên vùng bình nguyên Hungary, phía tây dãy núi Karpat. Các di chỉ khảo cổ tại đây đã tìm thấy những kho báu tiền xu, được chôn cất bởi những cư dân biết rõ về sự hiện diện của Radagaisus, cho thấy con đường của ông đi qua vùng đông nam Noricum và phía tây miền Pannonia. Khoảng thời gian này Flavia Solva bị thiêu rụi hoàn toàn và phần lớn bị bỏ hoang cùng với Aguntum cũng bị ngọn lửa chiến tranh tàn phá. Một số dân tị nạn không rõ thuộc tộc nào đã chạy trốn trước đoàn quân của ông khi họ tiến vào dãy Anpơ. Người ta nói rằng những người theo Thiên Chúa giáo theo phái Arian đã tăng cường lực lượng của ông.
Đế quốc Tây La Mã dưới thời Stilicho đã phải huy động cho bằng được ba mươi numerii (khoảng 15.000 người) từ số binh đoàn đóng tại Ý nhằm đáp trả lại cuộc xâm lược của Radagaisus. Một đạo quân thứ hai trong quân đội La Mã, có khả năng được triệu tập về từ vùng biên giới Rhine, bổ sung cho đạo quân Ý. Ngoài ra, họ còn nhận được sự giúp đỡ từ thành phần nòng cốt foederati người Goth dưới trướng Sarus và người Hung dưới trướng Uldin. Alaric I vẫn án binh bất động trong suốt toàn bộ diễn biến vụ việc, do phải tuân theo hòa ước tới tỉnh Illyricum của người La Mã.
Đại quân của Radagaisus đã tung hoành ngang dọc miền bắc Ý tới 6 tháng trời trong khi Đế quốc cố điều động lực lượng ngăn chặn. Cuối cùng, họ đã đặt chân đến đầu cầu ngoại vi của thành Florentia. Radagaisus hạ lệnh phong tỏa thành phố này, khiến không dưới một phần ba lực lượng quân Goth và các đồng minh thiệt mạng trong lúc giữ thành.

## Thua trận, cái chết và kết cục
Quân đội của Stilicho đã kịp thời kéo tới giải vây Florentia khi thành phố này sắp sửa đầu hàng. Cuộc phản công của Tây La Mã thành công ngoài sức tưởng tượng buộc Radagaisus phải lui quân vào vùng đồi núi ở Fiesole, cách khoảng 8 km. Ngay tại đây, Radagaisus vội vàng bỏ rơi đám tùy tùng của mình và cố gắng tháo chạy khỏi nơi này, nhưng vẫn bị quân La Mã bắt giữ. Nhà sử học Peter Heather đưa ra giả thuyết rằng nỗ lực chạy trốn của Radagaisus cũng có khả năng là do tình thế ép buộc khi trong quân của ông xảy ra bạo loạn. Ông bị hành hình vào ngày 23 tháng 8 năm 406. Khoảng 12.000 chiến binh cao cấp dưới trướng Radagaisus đều chuyển sang tăng cường cho quân đội La Mã và số còn lại chẳng mấy chốc tan hàng rã đám, trong khi rất nhiều người khác bị bán làm nô lệ đã khiến thị trường nô lệ mau chóng sụp đổ.

## Sử liệu cổ
- Lịch sử của Orosius
- Lịch sử của Zosimos
- Biên niên sử của Prosper xứ Aquitaine
- Biên niên sử của Marcellinus Comes
- Augustine thành Hippo, Thành phố của Chúa, Quyển 5, Chương 23

## Tư liệu khác
- Edward Gibbon trong Lịch sử suy tàn và sụp đổ của Đế quốc La Mã (1776), Chương 30 Lưu trữ ngày 25 tháng 5 năm 2006 tại Wayback Machine